# John Lustig
John Lustig (Seattle, 15 gennaio 1953) è un fumettista statunitense.
Giornalista, maestro d'arte, è uno dei più apprezzati sceneggiatori dell'ultima generazione di autori della Disney. 

## Biografia
Nato nello Stato di Washington, ha fra le sue ispirazioni le storie a fumetti di Carl Barks; partendo da un soggetto di Barks realizza Paperino - Da qualche parte in mezzo al nulla. Fra le storie di Barks che prende come riferimento cita Paperino e le forze occulte e Paperino e il cimiero vichingo e dopo aver concluso gli studi al college, nel 1977 inizia a lavorare come free lance, realizza la sua prima storia a fumetti con Duffy Duck, un personaggio della Warner Brothers.
Anni dopo inizia a collaborare con la Disney dopo aver lavorato presso un quotidiano non occupandosi di fumetti. Solo a metà degli anni ottanta, quando intervista alcuni fumettisti americani, ricomincia a scrivere storie a fumetti e grazie all'incontro con William Van Horn, all'epoca impegnato con Nervous Rex, approda alla Disney. Con lui inizia la sua collaborazione con le testate Donald Duck e Uncle Scrooge. Dopo una breve storia con Paperino, nel 1989 ne scrive un'altra per la serei DuckTales, che pubblicava storie con i personaggi dell'omonima serie animata. Successivamente pubblica, con i disegni di Romano Scarpa, Paperino e il disastro telecomandato (Donald Duck - Remotely Impossible), in Italia su Zio Paperone n. 145 dell'ottobre 2001.
Contemporaneamente alla collaborazione con la Disney, ha realizzato alcune progetti paralleli come la rivisitazione della serie di genere romantico First Kiss della quale acquisisce i diritti, ne cancella il lettering originale e ne riscrive in chiave ironica i dialoghi, cambiando il senso delle storie. La serie così cambia nome, Last Kiss, e diventa una parodia del genere romantico.
Su soggetto di Barks realizza i testi dell'ultima storia di questi, Paperino - Da qualche parte in mezzo al nulla, disegnata da Pat Block. Di questa esperienza ricorda che: «Carl era noto per la sua riservatezza, perciò sono stato molto sorpreso quando ha invitato me e William Van Horn a fargli visita. Giunti a Grant Pass la sera, telefonai a Carl per un appuntamento il mattino seguente, ma Carl e Garé, invece, ci vollero subito da loro. Parlammo di amici comuni e delle esperienze di Carl con i suoi fan. Poi Carl ci condusse nel suo ristorante preferito. Guidando personalmente l'auto, a novant'anni! Ci sembrava impossibile che fosse un comune mortale!»